# Curt Jalmo
Curt Sture Rickard Jalmo, född 1 juli 1947 i Bromma, död 20 september 2019, var en svensk sångare, musiker, textförfattare och poet. Förutom att ha gett ut ett eget album och en diktsamling är han upphovsman till låtar som sjungits in av Sylvia Vrethammar och Yngve Forséll.

## Biografi
På 1960-talet var Jalmo sångare i Lay Abouts, som främst var aktiva mellan 1965 och 1967.
År 1969 var han med i diktsamlingen Grupp 69 utgiven av Wahlström & Widstrand och året därpå kom hans debut Nattsand utgiven på Bonniers. År 1972 gavs hans enda soloalbum Ängel med krossade höfter ut på Sonet med musiker som Jukka Tolonen och Rune Falk.
Jalmo var med och skrev texter till flera shower med Sylvia Vrethammar. Den första, som kallades Sylvia Vrethammars show, skrev han tillsammans med Ewert Ljusberg och spelades våren 1973 på Nya Bacchi i Gamla stan i Stockholm. Året därpå skrev samma duo texterna för showen Sylvia och Rune bjuder, där Rune stod för Rune Öfwermans Orkester. För 1975 års föreställning samarbetade han med Åke Cato och Ted Åström och 1979 skrev han en show tillsammans med Lasse O'Månsson.
Jalmo har varit gift med Agneta Wrede och var far till musikerna Melinda Wrede och Richard Wrede.

## Diskografi
- 1967 – So long Fanny, singel med Lay Abouts
- 1972 – Ängel med krossade höfter, album på Sonet

### Som textförfattare (i urval)
- 1973 – Du är så lätt att tycka om, svensk cover på Stevie Wonders You are the sunshine of my life med Yngve Forssélls orkester
- 1977 – Mina Drömmars stad, låt med Sylvia Vrethammar utgiven som singel på Sonet
- 1977 – Sylvia : Leenden I Regn, album med Sylvia Vrethammar
- 1977 – Berth Idoffs : Nu Reser Vi Hemåt, album med Berth Idoffs där Jalmo skrivit den svenska texten för deras covers på Non Cambia Il Mondo (Det Är Sånt Som Händer) och You Belong To Me (Du Är Bara Min).
- 1979 – Sylvia Vrethammar : Allt Detta Och Himlen Därtill, album med Sylvia Vrethammar